# Ilan Hatsor
Ilan Hatsor es un dramaturgo que nació en 1964 en Israel, su familia provenía de Irak y Marruecos y pasó su infancia y adolescencia en Haifa. De niño decidió aprender la lengua árabe, una elección inusual en una escuela israelí, y después de cumplir el servicio militar estudió Dramaturgia y Dirección teatral en la Universidad de Tel Aviv.

## Masked
Influenciado por la primera Intifada (1987-1993), un levantamiento de los habitantes de Cisjordania y la Franja de Gaza contra los israelíes, motorizado por organizaciones armadas palestinas, escribió la obra Enmascarado conocida en muchos países por su nombre en inglés Masked, galardonada con el primer premio en el Festival de Acco. La obra tiene los elementos de una tragedia griega y a través de la historia del conflicto tres palestinos hermanos constituye una metáfora sobre las consecuencias terribles que una guerra inacabable tiene sobre las relaciones entre los implicados en zona de conflicto. Al exponer argumentos contrapuestos de igual peso admite distintos puntos de vista y presenta a los involucrados sin mostrarlos inocentes ni culpables del todo. Ha sido representada en más de 100 países de Europa y América. Hatsor escribió posteriormente otras obras, algunas de las cuales pertenecen al género de la comedia.

## Obras de Hatsor
- Masked (Enmascarado)
- Hay Rimona
- State Controller (Estado interventor)
- Jacko
- The White Heart (El corazón blanco)
- War Over the House (Guerra por la casa)
- Small Talk (Frivolidades)